# Crnogorski jezik
Crnogorski jezik (ćirilica: црногорски језик) južnoslavenski je jezik, materinski jezik Crnogoraca i službeni jezik u Crnoj Gori. Prema djelu jezikoslovaca, dio je srednjojužnoslavenskoga dijasustava. 
Slavistički studij koji se bavi crnogorskim jezikom i crnogorskom književnošću zove se montenegristika. Utemeljitelj montenegristike je Vojislav P. Nikčević.

## Status
- Od donošenja Ustava Crne Gore u listopadu 2007. crnogorski je jezik službeni. Članak 13. crnogorskog Ustava precizira kako je službeni u Crnoj Gori crnogorski jezik, a ćirilično i latinično pismo imaju ravnopravan položaj.[4]
- Pravopis crnogorskog jezika i pravopisni rječnik usvojen je službenom odlukom Vlade Crne Gore (Ministarstva prosvjete) 10. srpnja 2009. godine.[5][6]
- Gramatiku crnogorskog jezika odobrio je Savjet za opće obrazovanje 21. lipnja 2010.,[7] autori: Adnan Čirgić, Josip Silić, Ivo Pranjković.[8]

## Pravopis
Pravopis crnogorskoga jezika zasnovan je na sljedećim normama:
- Model za crnogorsku jezičnu normu je jezični sloj koji pripada svim autohtonim crnogorskim građanima;
- Pravopis poštuje normu: Piši kao što zboriš, a čitaj kako je napisano;
- Ijekavica je normativna, u skladu s crnogorskom tradicijom i suvremenom uporabom;
- Općecrnogorski fonemi nastali jekavskom jotacijom ć, đ, ś i ź dio su crnogorske standardnojezičke norme;
- Kodificirani je standardni crnogorski četveroakcenatski sistem s dužinama;
- Pravopisom se nije sprovodilo jezično arhaiziranje, niti se njime normiraju jezični lokalizmi, dijalektizmi i provincijalizmi izvan suvremene uporabe

## Pisma
U Crnoj Gori Ustavom je definirana ravnopravna uporaba ćirilice i latinice.
Tri dnevne novine, Pobjeda, Vijesti i Dnevne novine, tiskaju se na latinici, a Dan na ćirilici. Jedina dva politička tjednika, Monitor i Revija D, tiskaju se na latinici.
Nacionalna televizija, Javni servis Televizija Crne Gore, sve tekstualne segmente programa (logo, reklame, najave) ispisuje na latinici, kao i gotovo sve druge veće i lokalne televizijske postaje (TV IN, TV Atlas, TV MBC, TV Montena, TV Vijesti, Pink M itd.).
U internetskom prometu, koristi se i dominantno latinica, manjim dijelom ćirilica. Internetske stranice Skupštine Crne Gore i Predsjednika Crne Gore i Vlade Crne Gore paralelno koriste latinicu i ćirilicu.

### Azbuka
Crnogorski jezik, za razliku od drugih jezika na južnoslavenskom prostoru, sadrži 32 glasa i slova.
Uz 30 prisutnih slova i glasova u drugim južnoslavenskim jezicima, crnogorski jezik, također ima:
- meko Š, poseban glas iz spojenog S i J, grafem Ś;
- meko Ž, poseban glas iz spojenog Z i J, grafem Ź.

Glasovi Ś i Ź su dio autohtonog nacionalnog jezičkog nasljeđa Crnogoraca.
Azbuka (ćirilica): 
- А Б В Г Д Ђ Е Ж З З́  И Ј К Л Љ М Н Њ O П Р С С́ Т Ћ У Ф Х Ц Ч Џ Ш.

Abeceda (latinica): 
- A B C Č Ć D Dž Đ E F G H I J K L Lj M N Nj O P R S Š Ś T U V Z Ź Ž.

## Govori
Crnogorski su govori ijekavski/jekavski štokavski govori. Kriteriji koji su nekoć u serbokroatistici rabljeni za podjelu crnogorskih govora – a to su: a.) zamjena jata i b.) akcentuacija) – nisu potvrdili znanstvenu utemeljenost podjele crnogorskih govora na dva odijeljena dijalekta. (istočno-hercegovački ili mlađi ijekavski [hrv-eas] dijalekt na zapadu i sjeverozapadu i zetsko-južnosandžački ili staroijekavski [srp-zet] u ostalim dijelovima Crne Gore).
U crnogorskim govorima kao cjelini, prema stavu Fakulteta za crnogorski jezik i književnost, tri su govorne skupine:
- jugoistočna,[14]
- sjeverozapadna i
- skupina govora crnogorskoga dijela Sandžaka.

Navedene podjele crnogorskih govora ne treba tumačiti da su oni zasebni dijalekti – jer za takav status ne posjeduju dovoljan broj zasebnih, ni makro, ni mikro, specifičnosti.

## Povijest
Počeci crnogorske pismenosti sežu do sredine 9. stoljeća, odnosno u razdoblje Dukljanskoga kraljevstva.
Povijesni razvoj crnogorskoga jezika može se podijeliti na šest razdoblja:
- dukljansko razdoblje (od sredine 9. st., do osamdesetih godina 12. st.);[16]
- zetsko razdoblje (od osamdesetih godina 12. st. do kraja 15. st.);[17][18]
- razdoblje pisanoga jezika (od kraja 15. st. do sredine 18. st.);[19]
- razdoblje nekodificiranoga književnog jezika (od sredine 18. st. do tridesetih godina 19. st.);[19][20]
- prijelazno razdoblje (od tridesetih godina 19. st. do Prvoga svjetskog rata;[19]
- vukovsko razdoblje (od Prvoga svjetskog rata do naših dana), koji ima dvije etape: belićevsku (međuratni period) i suvremenu (od 1944. godine).

Sam termin crnogorski jezik prvi je puta upotrijebio francuski autor, pukovnik Vialla de Sommieres u svom putopisu iz 1813. Voyage historique et politique au Montenegro koji je publicirao kao knjigu u dva toma 1820. godine.
Vuk Karadžić u djelu na njemačkom jeziku Montenegro und die Montenegriner iz 1837. nastoji demantirati Sommiera koji "veli za Crnogorski jezik da je dijalekt Grčkoga".
No, sam Karadžić u istom djelu nudi definiciju kako su "Crnogorci Slaveni Srpske grane Grčkoga zakona" (grčke vjeroispovijesti), kao što je neznanstveno druge južnoslavenske narode ili dijelove tih naroda proglašavao Srbima.
Srpski književnik Ljubomir Nenadović u svojem poznatom djelu O Crnogorcima 1856. objavio je kako je, prilikom posjeta Crnoj Gori sredinom 19. stoljeća, ustanovio da Crnogorci govore crnogorskim jezikom.
Nenadović je također ostavio zapis kako je obavljao promidžbu da se u crnogorskim školama izučava srpski jezik, te da će, ne bude li tako, tvrdio je Nenadović, razlike između crnogorskog jezika i srpskog u budućnosti biti još veće:
 Za jednog zajedničkog putovanja kroz Crnu Goru, dvojica prijateljâ, Vuk Karadžić i Ante Mažuranić su se prepirali kako narod u Crnoj Gori zove svoje jezik. Pitali su tamošnje ljude koje su susretali kojim jezikom govore. Većina je rekla da govore crnogorskim, a poneki bi rekao i hrišćanskim jezikom. Priču s ovog putovanja je Ante Mažuranić objavio, a Vuk Karadžić nikad nije to opovrgnuo.
Enciklopedija Britannica u izdanju 1911. godine u posebnoj natuknici izdvaja poseban crnogorski jezik, premda mu ne pripisuje osobite razlike glede srpskoga i hrvatskoga:
Mađarski slavist Jozsef Bajza je 1927. u svojoj studiji Crnogorsko pitanje, (izvorno A montenegrói kérdés) napisao:
.
Hrvatski leksikograf Marijan Filipović u svom Đačkom leksikonu (1976.) bilježi crnogorski kao jedan od južnoslavenskih jezika. Prema njegovim navodima iz Predgovora, u njemu [su] obrađeni svi pojmovi i riječi koje se nalaze u školskim knjigama osnovnih škola, rađenih prema najnovijem nastavnom planu.

### Borba za priznanje
Prvi je od crnogorskih intelektualaca zatražio uvođenje materinskoga, crnogorskog jezika, u Ustav i školstvo Radoje Radojević potkraj 1960-ih.

U jednom članku 1970. Radojević piše (cit.u orig, crnogorski):
Uprava Udruženja književnika Crne Gore je početkom 1971. godine objavila javno priopćenje u kojem se veli (citat u originalu):
Jezikoslovac dr. Vojislav Nikčević tijekom 1990-ih objavio je niz znanstvenih djela kojima je proučavao povijest crnogorskog jezika, te obavio prvi pokušaj njegovog kodificiranja.
Posebnost crnogorskog jezika podržao je i 62. Kongres Međunarodnog P.E.N.-a (Perth, Australija, 1995.) kada je posebnom rezolucijom pozvao "srpsku i crnogorsku državu, u ime obveza i načela sadržanih u Povelji UN, UNESCO-a i PEN-a, na zaštitu i promicanje jezikoslovnih i kulturnih prava svih stanovnika Crne Gore".

Crnogorski književnik Borislav Jovanović je 2005. u knjizi Crnogorski književni urbanitet  artikulirao pitanja negiranja, ignoriranja i podcjenjivanja crnogorskog jezika:
.
Među književnicima i poznatijim javnim ličnostima koji su do službenog priznanja deklarirali da govore crnogorskim jezikom su: Vojislav P. Nikčević, Radoje Radojević, Radovan Zogović, Radoslav Rotković, Savo Brković, Pavle Mijović, Slavko Perović, Jevrem Brković, Dragoje Živković, Danilo Radojević, Ratko Đurović, Aleksandar Bečanović, Balša Brković, Božo Bulatović, Borislav Jovanović, Novak Kilibarda, Mirko Kovač, Mladen Lompar, Vuk Minić, Milorad Nikčević, Andrej Nikolaidis, Milorad Popović,  Veljko Radović, Milovan Radojević, Dragan Radulović, Ognjen Spahić, Marko Vešović, Ratko Vujošević, Čedo Vulević, Rajko Cerović, Branko Pavićević, Igor Lukšić, Svetozar Marović, Filip Vujanović, Milo Đukanović, Jovo Kapičić, Mijat Šuković, Dimitrije Popović, Veljko Bulajić...

### Kronologija službenog imenovanja jezika
Tijekom 20. stoljeća postojalo je ukupno pet crnogorskih ustava. Ustavom iz 1992. prvi je put u crnogorskoj povijesti uveden – kao službeni jezik u ustav – jezik pod nazivom srpski jezik ijekavskog izgovora. Crna Gora je tada bila članicom SRJ.
Ustav Knjaževine Crne Gore iz 1905. uopće ne normira koji je jezik službeni. No, u crnogorskom Zakonu o narodnijem školama od 1907. (prerađen 1911. godine) piše u članku 1. sljedeće: "Zadatak je narodnijema školama,da vaspitavaju djecu u narodnom i religijskom duhu i da ih spremaju za građanski život a naročito da šire prosvjetu i sprsku pismenost u narodu", te da se pohađa srpska škola a predmeti su srpski jezik i povijest.
U Ustavu Narodne Republike Crne Gore iz 1946. ne imenuje se službeni jezik, no u njegovu članku 113. navodi se kako se "sudski postupak vodi na srpskom jeziku".
Novosadski dogovor od 10. prosinca 1954. precizirao je u članku 1. sljedeće: "Narodni jezik Srba, Hrvata i Crnogoraca jedan je jezik. Stoga je i književni jezik koji se razvio na njegovoj osnovi oko dva glavna središta, Beograda i Zagreba, jedinstven, s dva izgovora, ijekavskim i ekavskim". Ovaj je zaključak dostavljen i Skupštini NR Crne Gore.
Crnogorski ustav iz 1963. spominje da je u Socijalističkoj Republici Crnoj Gori srpskohrvatski službeni jezik. Ustav SR Crne Gore iz 1974. službeni jezik navodi pod imenom srpskohrvatski jezik ijekavskoga izgovora.
U anketi dnevnika Vijesti od 1. veljače 2003. o jezicima u Crnoj Gori su gotovi svi crnogorski intelektualci koji su bili navedeni u njihovoj anketi su jasno, neskriveno i izričito napisali da govore isključivo crnogorskim jezikom.

## Popisi stanovništva
Prvi puta u povijesti Crne Gore na popisu stanovništva 2003. bilo je moguće izjasniti se o crnogorskom jeziku kao materinskom i nešto preko 140.000 građana Crne Gore, koji čine 22% stanovništva, izjasnilo se da im je crnogorski jezik materinski.
Na popisu 2011. se 36,967% ili 229.251 državljana Crne Gore izjasnilo se da im je crnogorski materinski jezik.

## Obilježja
Unatoč sustavnoj filološkoj unifikaciji koja se kroz škole provodi već stoljeće i pol, a jedno vrijeme i kroz masovne medije, svakodnevni, živi crnogorski jezik umnogome je sačuvao svoja izvorna svojstva.
Crnogorski jezik ima poseban tip ijekavice. Kao oblikovani socio-lingvistički entitet, crnogorski jezik nastao je i razvijao se pod posebnim povijesnim okolnostima, a također ima svoje fonološke, prozodijske, morfološke, leksičko-frazeologijske, pravopisne i druge posebnosti, te književnu samopotvrdu.
- Crnogorska jotacija d i j daje: đevojka, niđe, poneđeljak, ovđe, đed.
- Analogija postoji i kod c i j koji se spajaju u ć (ćepanica, ćelokupni) i t i j (šćeti, šćedoše).
- Primjeri posebne fonološke ijekavice crnogorskog jezika: sijeno, bijelo, nijesam.
- Primjeri posebne morfonološke ijekavice crnogorskog jezika: tijeh, ovijeh, ovijema, tijema.
- Umjesto lokativa u svakodnevnom se crnogorskom jeziku koristi i akuzativ, a primjeri su: Živi u grad, Ćera đecu po ulica, Voda u krš.
- Osobne zamjenice – ja, ti, sebe – u genitivu, dativu, akuzativu i vokativu imaju nastavak e, pa se na crnogorskom jeziku veli i Daj mene tu knjigu ili Tebe ću vrnuti oni dug.
- Crnogorski jezik, za razliku od drugih Južnih Slavena, ima dodatna dva fonema:  meko Š i meko Ž. Usprkos nekim prijedlozima, nije prihvaćena standardizacija mekog Z.

Kako poljski jezik sadrži meko Š (šj) i Ž (žj), a prof. Vojislav Nikčević preuzeo je poljske grafeme i predložio latinične i ćirilične grafeme za crnogorski jezik – Ś i Ź.
Za meko crnogorsko Z (dz) predložio je prof. Nikčević grafem 3, no taj glas i grafem nije standardiziran (primjeri uporabe fonema 3 u crnogorskom jeziku: зavala, зera, зanovijetati, biзin, зinзula, зamantati, bronзin ).
- Primjeri uporabe fonema Ś u crnogorskom jeziku:  śutra, śever, śeme, ośetiti, śediti, śekirati, śerav, pośekotina, Miśa (nadimak)
- Primjeri uporabe fonema Ź u crnogorskom jeziku: iźutra, źenica, iźede, iźelica, iźljeći, Źaga (nadimak).
- Primjeri uporabe imenica u crnogorskom jeziku: predśednik, śekira, lijes, lama, putijer, jeka, miśćelo, brondzin, urivak, gravalje, pinjata, konata, banak, deka, škanj, kamarin, kotula, stolovača, ožeg, mašice, sač, škatula, šalpa, špag, ogar, cijeđ, jeina, štica, sapatnik, sopernik, lubarda, kudelja, ljesa, baun, iščupak, pojata, pržina, śedok, razvale, razura, riječanje, luča, koštanj, ruga, mjed, jarošt, čislo, nožice, kufijerta, ckvrna, gramata, hrtenica, dne, očalin, drača, teća, tica, izba, krupa, teno, tjeskota, trupina, ljutac, ljučevina, vlaka, stima, rapa, ponjava, podina, čajina,  čoek, parapet, śenokos, pjev, sakup, varevina, guvno,  izvanjac, božjak, cijuk, cjepač, javje, zbiće, fiska, maragun, acal, argat, jav,  badanj, banak, krtola, kučak, bječva, bogatun, navlaštito, uvor,  sijerak, gvardija, grun, zviježđe, šiljeg, sić, dekica, prenje, kuneta, šterika, śet(a), frkun, saket, frnjoka, puce, štramac, utek, tavalja, zađevica, zapt, zvijerac, raka, kotarica, priganica, načpolj, zublja, petrusin, ožica, kašeta, plot, takulin, šnala, solijerna, svojta, fis, frčka, koc, aljine, čapra, kiljan, brav, pavrijez, čengele, čkuklja, lastra, raštan, lupež, banda, sičija, fuzda, crevlje, pośeta, čaktar, vjeđa, džanja, strag, pokajanje, baština, plotina, škrinja, pipun, direk, oriz, bizin, špiglo, stud, džupa, teslica, košćela, mamuta, makanja, osjena, kokot, kot, krok, kulje, laznina, nugao, lužina, luka, masak, mješina, pjesna, odsuda, oraj, polom, potoč, pot, okit, otpis, pupulj, Arbanas,  jaspra, bogatun, capa, frmentin, korota, mudrina, pośekotina...
- Primjeri uporabe glagola u crnogorskom jeziku: iźljeći, opsijecati, čepukati, bastati, banuti, trenući, uljeći, fištati, cjelivati, trsiti, bataliti, brečati, ćosati, davijati, doakati, obijediti, obršiti, oburdati, otpagavati, pasati, planuti, prismakati, razjagmiti, razminuti, razurati, rogiti, salećeti, sekati, skučiti, slučiti, survati, panuti, utvarati, pomaljati, milušiti, mrčiti, trijebiti, drobiti, zanijeti, obisti, utuliti, kumiti, ščuliziti, iskati, užditi, uljesti, vardati, propasti, umučati, prešućeti, iźesti, frisnuti, vrnuti, naličiti, zađenuti, odvrvjeti, miljeti, odmiljeti, zaruđeti, śenjati, vrijeći, omatufiti, oditi, driješiti, sjargati, otrsiti, zamandaliti, konačiti, svijati, ucvijeliti,  pošeniti, povrnuti, prepanuti, udijevati, alavertiti, piždriti, obidovati, žlijebiti,  njunjoriti,  žuliti,  čunuti, snijevati,  itati, stužiti, upiriti, zjati, prigati, navrnuti, krepati, šlapnuti, špijati, cotati, klepati, danuti, krivati, obalaverditi, jakati, zadijevati, śesti, priprijeti, krknuti, minuti, ogranuti, odaslati, ožeći, pregnuti, prignati, putiti, arlaukati, čamovati, čunuti, kiśeliti, kojevitezati....[37]

## Korelacija s drugim jezicima
Crnogorski jezikoslovac Branko L. Šoć je 2002. tiskao knjigu  Romanizmi i grecizmi u crnogorskom jeziku: kontinentalni dio Crne Gore  ,u nakladi Centralne narodne biblioteke "Đurađ Crnojević", u kojoj je identificirao preko 5000 riječi i izraza stranoga podrijetla u suvremenome crnogorskom jeziku s objašnjenjima i etimologijom.

### Hrvatski
Crnogorski vladar i pjesnik Petar II. Petrović Njegoš sredinom 19. stoljeća u svojim književnim i epistolarnim radovima koristio je riječi koje su u uporabi u hrvatskom jeziku, poput tko, tisuća, zrcalo, zrak, vrag, pirun itd.
Leksik crnogorskog jezika, osim specifičnih glasova, obilježava i mnogo tzv. predslavenskih arhaizama, te prihvaćenih turcizama i talijanizama. Glede jezičnog suodnosa s hrvatskim jezikom, nedvojbena je bliskost s čakavskim narječjem u Istri, odnosno s govorima južnodalmatinskih otoka (Lastovo), te u nekim slučajevima s kajkavskim. Također, postoje sličnosti s dubrovačkim govorom.
"U tradicionalnom crnogorskom društvu, u doba nekodificirane norme crnogorskog književnog i govornog jezika do nametnute kodifikacije tzv. srpskog ili srpsko-hrvatskog jezika postojala je zajednička jezgra i sloj crnogorskog i hrvatskog jezika... Sve vladike – gospodari Petrovići i onodobni Crnogorci u unutarnjoj i vanjskoj komunikaciji upotrebljavali su leksik i sintaksu koja je danas karakteristična za hrvatski jezik.". Tvorba budućeg vremena je najčešće kao u hrvatskom, kao i uporaba infinitiva.
U Peroju, gdje se nalazi mala skupina etničkih Crnogoraca, stoljećima se očuvala posebna crnogorska štokavština (zetsko-južnosandžačkog dijalekta).

## Kodificiranje
24. siječnja 2008. je crnogorska Vlada na prijedlog svog Ministarstva prosvjete i znanosti donijela Odluku o stvaranju Vijeća za standardiziranje crnogorskog jezika (crnogorski: Savjeta za standardizaciju crnogorskog jezika). Za čelnu osobu su postavili predsjednika Matice crnogorske, književnika Branka Banjevića.
Članovi Savjeta za kodifikaciju crnogorskog jezika bili su: književnik i predsjednik Matice crnogorske Branko Banjević, dr. Rajka Glušica (Filozofski fakultet u Nikšiću), književni kritičar Milorad Stojović, književnik i akademik Mirko Kovač, književnik i akademik Mladen Lompar, književni kritičar Rajko Cerović, književnik i akademik Čedo Vuković, književnik i akademik Zuvdija Hodžić, dr. Milenko Perović (Filozofski fakultet u Novom Sadu), dr. Zorica Radulović (Filozofski fakultet u Nikšiću), dr. Tatjana Bečanović (Filozofski fakultet u Nikšiću), dr. Igor Lakić (dekan Instituta za strane jezike u Podgorici) i dr. Adnan Čirgić (Filozofski fakultet u Nikšiću).
Stručnu pomoć standardiziranju crnogorskog jezika dali su i hrvatski jezikoslovac dr. Josip Silić i ukrajinska jezikoslovka dr. Ljudmila Vasiljeva.

## Spor
Postoje izvjesni prijepori u smještanju nekih djela Petra II. Petrovića Njegoša (primjerice Gorskoga vijenca) u korpus nacionalne književnosti. To djelo crnogorske nacionalne književnosti uvrštavaju u svoju književnost i Srbi.
Jezikoslovac crnogorskog porijekla, Danilo Vušović, u svojoj je doktorskoj disertaciji Prilozi proučavanju Njegoševa jezika 1930. tvrdio da Gorski vijenac ima  "pokrajinski" i/ili "dijalektički" rang. No, takve tvrdnje teško je zasnovati na činjenicama. Primjerice, sam je jezikoslovac Vušović u istom radu identificirao čak 340 značajnijih osobina u Njegoševom jeziku koje su "van norme" srpskoga pravopisa.

## Ostali jezici u Crnoj Gori
Tijekom popisa 2011. stanovništvo se, osim onih koji su crnogorski jezik (36,97%) označili kao materinski, glede jezika očitovalo ovako:
- srpski:42,88%
- albanski: 5,27%
- bošnjački: 5,33%
- hrvatski: 0,45%
- srpsko-hrvatski:2,63.

Vlada Crne Gore 2003. u školske je programe uvela maternji jezik koji se navodi kao "crnogorski, srpski, bošnjački, odnosno hrvatski jezik". Albanski jezik se uči u općinama koje naseljava albansko stanovništvo.
Od 2011. promijenjen je naziv predmeta maternji jezik, pa se u crnogorskim školama izučava predmet: Crnogorski – srpski, bosanski i hrvatski jezik i književnost.